# Liste der Monuments historiques in Échay
Die Liste der Monuments historiques in Échay führt die Monuments historiques in der französischen Gemeinde Échay auf.

## Liste der Immobilien
| Bezeichnung             | Beschreibung                                                                                 | Standort                   | Kennzeichnung | Schutzstatus | Datum | Bild           |
| ----------------------- | -------------------------------------------------------------------------------------------- | -------------------------- | ------------- | ------------ | ----- | -------------- |
| Renaissancehaus La Téru | Herrenhaus, 16. Jahrhundert; mit Treppenturm und drei offenen Kaminen, einer bezeichnet 1684 | 3 rue des Marnières (Lage) | PA00101639    | Inscrit      | 1979  | weitere Bilder |